# Stenoxenini
Stenoxenini es una tribu de dípteros nematóceros perteneciente a la familia Ceratopogonidae.

## Géneros
Géneros según BioLib
- Paryphoconus Enderlein, 1912
- Stenoxenus Coquillet, 1899